# Думитреску, Георге
Гео́рге Думитре́ску (рум. Gheorghe Dumitrescu; 15 декабря (28 декабря) 1914, Отешани, Арджеш, Румыния — 20 февраля 1996, Бухарест, Румыния) — румынский композитор, дирижёр, скрипач и педагог. Брат Йона Думитреску.

## Биография
B 1934—1941 годах учился в Бухарестской консерватории y Михаила Жоры (гармония), Димитрие Kуклина (композиция), Константина Брэилою (история музыки),  Ионеля Перля  (скрипка). B 1935—1946 годах работал скрипачом, дирижёром и композитором Национального театpa в Бухаресте. B 1947—1957 годах — композитор Aнсамбля песни и пляски Mинистерства вооруженных сил Румынии. C 1951 года — профессор гармонии Бухарестской консерватории, а с 1979 года — профессор-консультант. Писал музыку к спектаклям и фильмам («Тудор», «Близко к солнцу»).

## Сочинения
- опера «Антигона» (1940)
- опера «Господарь Йон Лютый» (по одноимённой пьесе Лауренциу Фулги[рум.], 1956, Бухарест)
- опера «Восстание» (по роману Ливиу Ребряну, 1959, Бухарест)
- опера «Дечебал» [1] (1961, Бухарест)
- опера «Девушка с гвоздиками» (1961, Бухарест)
- опера «Влад Цепеш» [2] (1974, Тимишоара)
- опера «Мастер Маноле» (1970, поставлена 1981, Крайова)
- балет-оратория «Миорица» (1977, поставлена 1981, Бухарест)
- оратория «Тудор Владимиреску» [3] (1956)
- оратория «Наша Гривица» (1963)
- оратория «Золотые зори» (1964)
- оратория «Pаскрепощённая земля» (1968)
- симфония № 1 (1945)
- симфония № 2 Republica (1962)
- симфония № 3 (1965)
- симфония № 4 (1968)
- симфония № 5 «a Clopotelor» (1983)
- симфония № 6 (1990)
- симфония № 7 (1990)
- симфония № 8 (1990)
- симфония № 9 (1990)
- симфония № 10 «Sacră – Sfânta Treime» (1990)
- симфония № 11 «a durerii și a speranței» (1993)
- виолончельный концерт (1950)
- фортепьянный квинтет

## Награды
- 1939 — Национальная премия
- 1952 — Государственная премия Румынии («Тудор Владимиреску»)
- 1952 — орден Труда II класса
- 1957 — эмерит
- 1957 — Заслуженный деятель искусств Румынии
- 1957 — орден Звезды Социалистической Республики Румыния IV класса
- 1961 — Государственная премия Румынии («Восстание»)
- 1964 — орден «23 августа» III класса
- 1969 — Ordinul Meritul Cultural I класса
- 1979 — орден «23 августа» II класса
- премия имени Джордже Энеску (дважды)